# Peperomia alata
Peperomia alata är en pepparväxtart som beskrevs av Ruiz & Pav.. Peperomia alata ingår i släktet peperomior, och familjen pepparväxter. Inga underarter finns listade i Catalogue of Life.